# TechNet
Microsoft TechNet je Microsoftov resurs za tehničke informacije i vijesti za IT profesionalce. Osim web stranice Microsoft nudi i mjesečnik "TechNet Magazine". 
U početku TechNet je bio dostupan samo korisnicima s plaćenom pretplatom ali kasnije je dijelom otvoren i javnim korisnicima i uključuje razne besplatne materijale. 
Također, 6. travnja 2006. otvoren je i opensource blog, nazvan Port 25 namijenjen javnosti koji uključuje i razne forume. 
Kasnije, 18. srpnja 2006, materijali tvrtke Sysinternals dodani su na TechNet.

## Vanjske poveznice
- Microsoft TechNet službena stranica
- Microsoft TechNet Social Bookmarks
- TechNet Magazin
- Port 25  Arhivirana inačica izvorne stranice od 26. ožujka 2011. (Wayback Machine) - Open source blog